# Star Academy (Bułgaria)
Star Academy – reality show w Bułgarii. Polska wersja „Star Academy” nosi nazwę Fabryka Gwiazd. Stacją, która emitowała „Star Academ”, jest NTV. Pierwsza edycja została wyemitowana w 2005 roku. Reality-show jest podobne do Big Brothera i Idola. Na swojego faworyta można było głosować przez SMS-y.

## Uczestnicy 1 edycji
- Marin Jonczew (17) – zwycięzca
- Iwajło Kolew (26) – odpadł w finale
- Wiktoria Arsowa (22) – odpadła w finale
- Wiara Pantalejewa (22) – odpadła w finale
- Georgi Kostow (20) – odpadł po 93 dniach
- Dejan Kamenow (21) – odpadł po 86 dniach
- Walentina Aleksandrowa (19) – odpadła po 78 dniach
- Daniel Georgijew (21) – odpadł po 71 dniach
- Weseła Wałkowa (25) – odpadła po 64 dniach
- Aleksandra Owczarowa (19) – odpadła po 57 dniach
- Marieła Petrowa (19) – odpadła po 50 dniach
- Dian Panow (18) – odpadł po 43 dniach
- Ludmiła Manołowa (20) – odpadła po 36 dniach
- Kławdija Draganowa (17) – odpadała po 29 dniach
- Natalija Tenewa (22) – odpadła po 22 dniach
- Aksinija Czenkowa (18) – odpadła po 15 dniach